# Teddy Richert
Teddy Richert (Avignon, 21 september 1974) is een Frans voetbaldoelman die sinds 2001 voor de Franse eersteklasser FC Sochaux uitkomt. Eerder speelde hij voor Toulouse FC, Bordeaux en Lille OSC. Met Sochaux won hij de Coupe de France in 2007 en de Coupe de la Ligue in 2004. In 2007 werd hij verkozen tot beste doelman van het jaar in Frankrijk.